# 1815 год в истории железнодорожного транспорта
1815 год в истории железнодорожного транспорта

## События
31 июля — первая железнодорожная катастрофа: у паровоза Уильяма Брантона на Ньюботлской дороге взорвался котёл. Погибло приблизительно 12 человек.

## Новый подвижной состав
Джордж Стефенсон построил свой второй паровоз, в отличие от «Блюхера», с цепной передачей вращательного момента с оси на ось.

## Персоны

### Родились
24 марта родился Эдвард Энтвистл — первый машинист пассажирского поезда. В возрасте 16 лет он стал помощником Стефенсона и работал с ним на испытаниях «Ракеты», а после начала регулярного пассажирского движения на дороге Манчестер—Ливерпуль стал машинистом. Позднее эмигрировал в Америку, где работал инженером. Умер в 1909 году.